# Paradoxólogo
En la antigüedad se llamaba paradojo o paradoxólogo a una especie de charlatanes que oraban en público de repente contando cuentos y fruslerías. 
También les llamaban ordinarios, acaso porque predicaban de vez en cuando, sin más preparación que su descoco. Y así mismo, se llamaron Nianicologos, esto es, contadores de historietas y cuentos y Aretalogos, del gr. ὰϱετὴ, virtud, por las muchas habilidades que decían ellos mismos que tenían.